# أبيل 400
Abell 400 أبيل-400 هو عنقود مجري يقع في إتجاة كوكبة قيطس على بعد 326 سنة ضوئية 100 فرسخ فلكي عن الأرض. يحتوي عنقود أبيل-400 على المجرة NGC 1128 مع ثقبين أسودين فائقة الضخامة (3C 75) في طريقها نحو الاندماج.
الثقوب السوداء في طريقها نحو الاندماج وتفصل بينهما مسافة تقدر بحوالي 25,000 سنة ضوئية، وبالتالي سوف تستغرق ملايين السنين لتصطدم مع بعض. وسوف تشكل ثقب أسود واحد فائق .

## وصلات خارجية
- أيبل-400 على موقع ويكي سكاي: DSS2, SDSS, GALEX, IRAS, Hydrogen α, X-Ray, Astrophoto, Sky Map, Articles and images
- Pair of black holes locked in death dance (CNN) Thursday, April 6, 2006; Posted: 2:46 p.m. EDT (18:46 GMT)
- Black Holes Bound to Merge (SPACE.com) 6 April 2006 11:48 am ET
- Black Holes Dance With Incredible Violence (SpaceDaily) Apr 12, 2006
- Study Finds Two Supermassive Black Holes Spiraling Toward Collision (Newswise) Apr 6, 2006